# Paralaubuca
Paralaubuca is een geslacht van straalvinnige vissen uit de familie van Cyprinidae (Eigenlijke karpers).

## Soorten
- Paralaubuca barroni (Fowler, 1934)
- Paralaubuca harmandi Sauvage, 1883
- Paralaubuca riveroi (Fowler, 1935)
- Paralaubuca stigmabrachium (Fowler, 1934)
- Paralaubuca typus Bleeker, 1864